# 田村町 (土浦市)
田村町（たむらまち）は、茨城県土浦市の町名。五中地区に属する。郵便番号は300-0024。

## 地理
土浦市の東部にあり、南を霞ヶ浦に接する。

## 歴史
- 江戸時代は土浦藩領であった。
- 1889年（明治22年） - 町村制施行により、沖宿村・田村・手野村・白鳥村・菅谷村・神立村が合併し上大津村が発足。当地区は上大津村大字田村となる[4]。
- 1954年（昭和29年） - 上大津村は土浦市に編入合併。土浦市田村町となる[4]。
- 1998年（平成10年） - 新町名「おおつ野」の設置により、当地区の一部が分離[4]。

### ゆかりのある人物
武井大助
明治から昭和の当町出身の人物。海軍の軍人、昭和産業・安田銀行・文化放送の元社長。

## 主な寺社
- 鷲宮神社
- 八坂神社
- 神國寺 ‐ 土浦市立上大津東小学校は1889年（明治22年）6月25日に神國寺の境内に開校した。

## 世帯数と人口
2022年（令和4年）1月1日現在の世帯数と人口は以下の通りである。
| 町丁   | 世帯数  | 人口  |
| ------ | ------- | ----- |
| 田村町 | 186世帯 | 576人 |

## 小・中学校の学区
市立小・中学校に通う場合、学区は以下の通りとなる。
| 番地 | 小学校                 | 中学校                 |
| ---- | ---------------------- | ---------------------- |
| 全域 | 土浦市立上大津東小学校 | 土浦市立土浦第五中学校 |

## 交通

### 道路
- 国道354号
- 茨城県道118号石岡田伏土浦線

## 施設
- 田村町公民館
- 田村町構造改善センター